# ホルスト・アーン・デ・マース
ホルスト・アーン・デ・マース（オランダ語: Horst aan de Maas、オランダ語: [ˈɦɔrst aːn də ˈmaːs] ( 音声ファイル)、リンブルフ語: Haors aan de Maos）は、オランダ南東部のリンブルフ州にある基礎自治体（ヘメーンテ）。2010年にセフェヌムとメールロ＝ワンスムの一部を編入した。

## 地区
- アメリカ (America)
- ブルクホイゼン (Broekhuizen)
- ブルクホイゼンフォルスト (Broekhuizenvorst)
- エフェルトソールト (Evertsoort)
- フリーントスフェーン (Griendtsveen)
- フルッベンフォルスト (Grubbenvorst)
- ヘヘルソム (Hegelsom)
- ホルスト (Horst)
- クローネンブルフ (Kronenberg)
- ロットゥム (Lottum)
- メールロ (Meerlo)
- メルデルスロー (Melderslo)
- メテリク (Meterik)
- セフェヌム (Sevenum)
- スウォルヘン (Swolgen)
- ティーンライ (Tienray)

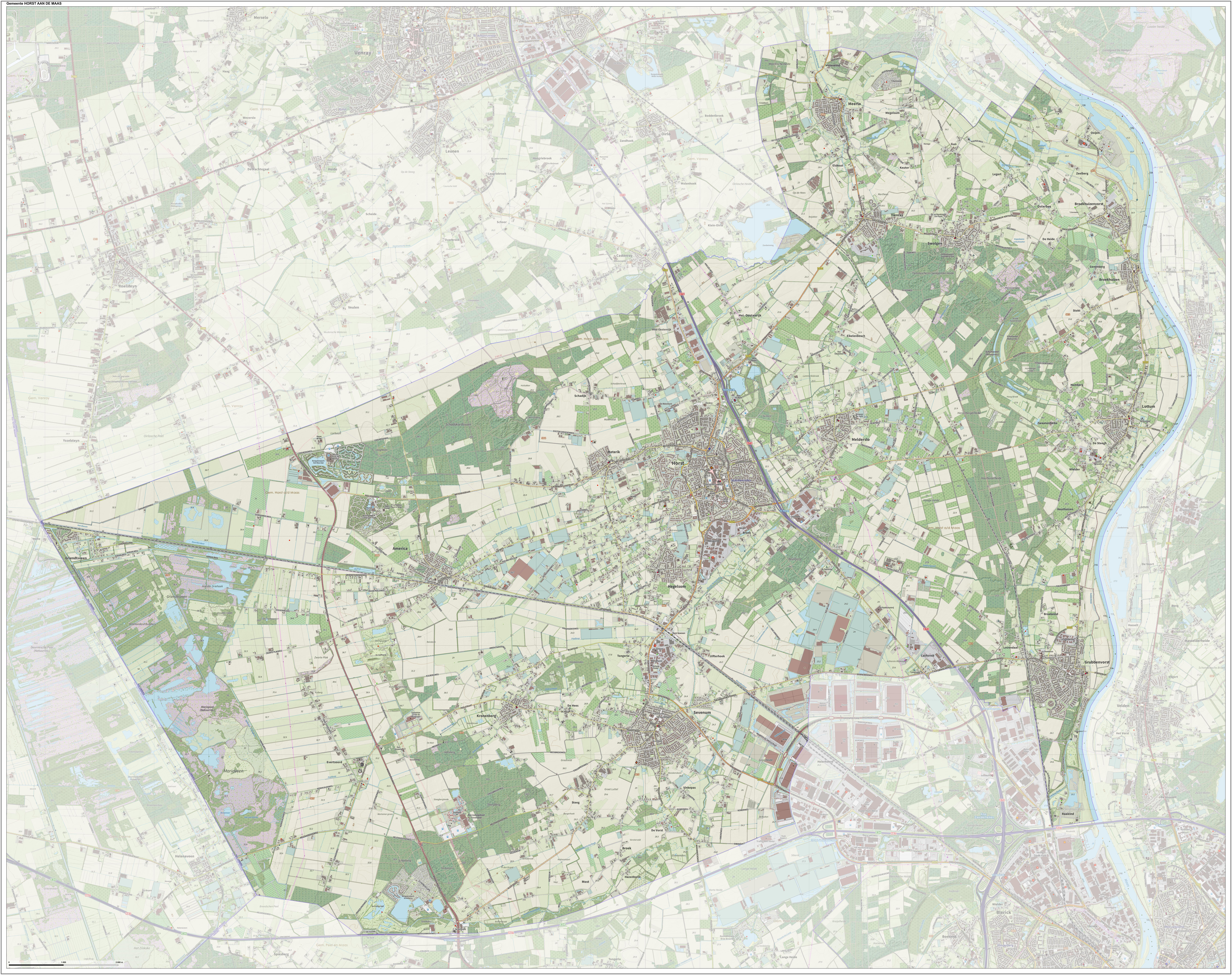
ホルスト・アーン・デ・マース市の地形図（2015年6月時点）

## ゆかりの人物
- フランス・スフラーフェン（1873年 - 1937年） カトリック司教。中国で布教活動を行った
- フップ・ファン・ドールネ（1900年 - 1979年） 弟ウィムとともにDAFを創業
- セルファース・ホイス（1940年 - 2016年）政治家
- ジャック・プルス（1957年 - ）バンド「ラウエン・ヘーゼ」のメンバー
- ペーター・イェンニスケンス（1962年 - ） オランダ系アメリカ人の天文学者
- トワン・ホイス（1964年 - ） ジャーナリスト、テレビ司会者、作家[6]
- ヘンリエッテ・ファン・ハステレン（1964年 - ） 写真家、アーティスト
- ライモント・ノップス（1971年 - ） 政治家
- マレイン・プルス（1975年 - ） 独立系の映画制作者、ドキュメンタリー監督[7]
- マルク・フェルヘイエン（1976年 - ） 政治家
- ラウエン・ヘーゼ（1985年結成） フォークバンド
- ヘイデローシェス（1989年 - 2012年） パンクロックバンド

### スポーツ選手
- ディルク・マルセリス（1988年 - ） 元サッカー選手
- ドミニク・ヤンセン（1995年 - ） サッカー選手